# جيمس سامبسون
جيمس سامبسون هو سياسي كندي، ولد في 1789، وتوفي في 9 نوفمبر 1861.